# Пхеньянский колокол

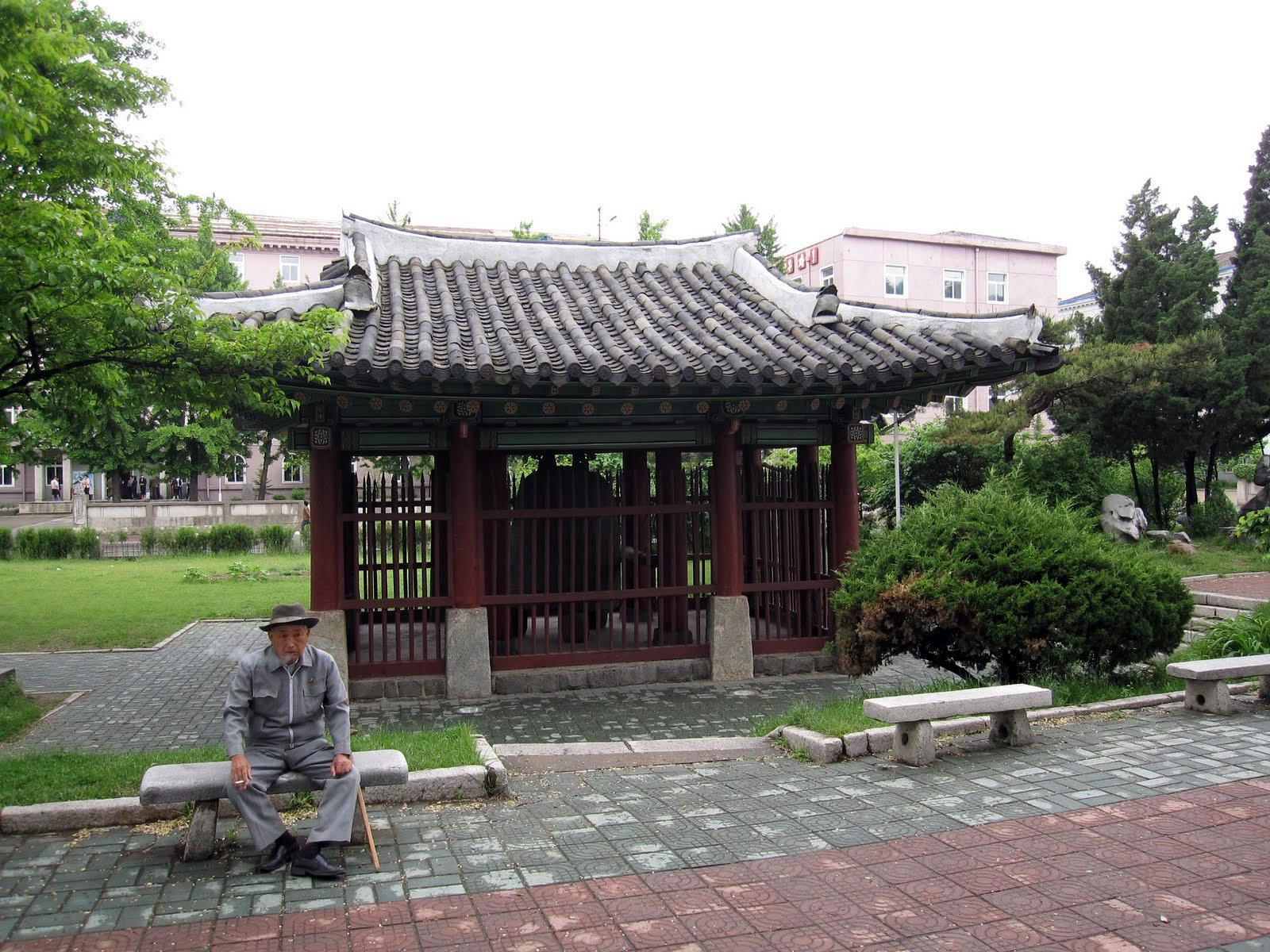
Пхеньянский колокол и павильон

Пхеньянский колокол (кор. 평양종) — одна из достопримечательностей столицы КНДР, Пхеньяна. Колокол входит в список Национального сокровища КНДР (№ 23).

## История
Пхеньянский колокол бы отлит в одном из буддистских храмов во времена династии Чосон, в период с июня по сентябрь 1726 года и заменил другой колокол, изготовленный ранее в 1714 году и уничтоженный при пожаре. Колокол звонит ежедневно в 4:00 часов и в 22:00 часов, а также в дни национальных праздников и при каких-либо природных бедствиях. С 1925 года он находится на одной из улиц Пхеньяна близ расположенных здесь прежде Восточных крепостных ворот на въезде в город (улица Тэконгун-Канган района Чун-гуёк).

## Технические данные
Колокол весит приблизительно 13 тонн и выплавлен из сплава, в который вошли 35 различных металлов. Высота его составляет 3,1 метра, и диаметр 1,6 метра. Толщина стенок — 30 сантиметров.